# Macrosteles forficula
Macrosteles forficula är en insektsart som beskrevs av Ribaut 1927. Macrosteles forficula ingår i släktet Macrosteles och familjen dvärgstritar. Inga underarter finns listade i Catalogue of Life.